# Jürgen Franke (Volkswirt)
Jürgen Franke (* 1. Februar 1936 in Dissen am Teutoburger Wald; † 15. Februar 2009 in Berlin) war ein deutscher Volkswirt und Hochschullehrer an der TU Berlin.

## Leben

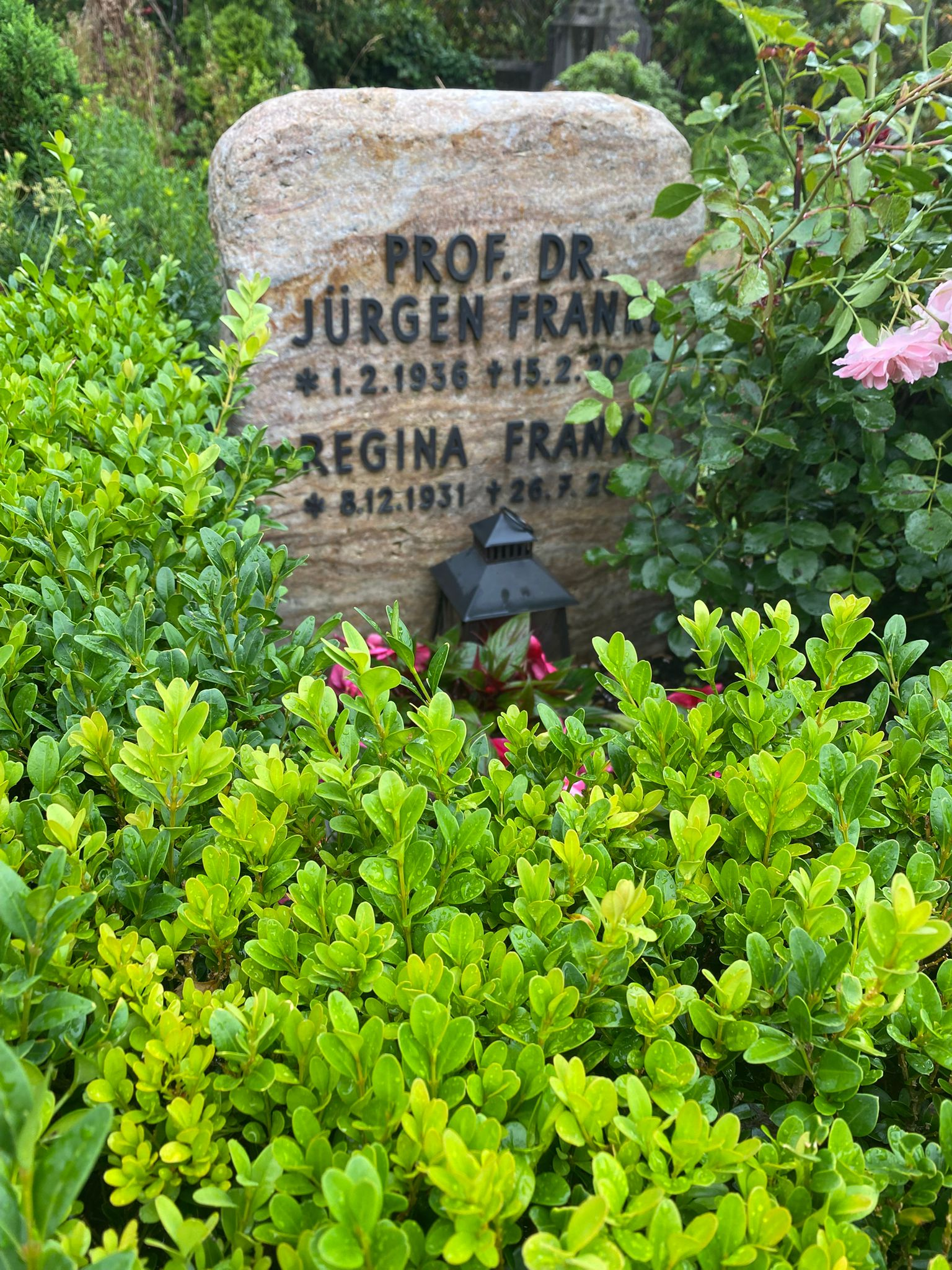
Grabstätte auf dem Friedhof Zehlendorf

Franke wurde zum Dr. rer. pol. promoviert. Er lehrte Volkswirtschaftslehre an der TU Berlin und leitete den Fachbereich 14 (Wirtschaft und Management) Er wurde zum 31. März 1998 in den Ruhestand versetzt.
Jürgen Franke wurde auf dem Friedhof Zehlendorf (Feld 011-1027) beigesetzt.

## Publikation
- zusammen mit Wolfgang Cezanne: Volkswirtschaftslehre: eine Einführung. Oldenbourg, München/Wien 1983

## Einzelnachweis
1. ↑  Personalia der TU Berlin. In: Medieninformation Nr. 12. 15. Januar 1998, abgerufen am 6. Juni 2015.

| Personendaten    | Personendaten                                            |
| ---------------- | -------------------------------------------------------- |
| NAME             | Franke, Jürgen                                           |
| KURZBESCHREIBUNG | deutscher Volkswirt und Hochschullehrer an der TU Berlin |
| GEBURTSDATUM     | 1. Februar 1936                                          |
| GEBURTSORT       | Dissen am Teutoburger Wald                               |
| STERBEDATUM      | 15. Februar 2009                                         |
| STERBEORT        | Berlin                                                   |